# Invarianta (fizika)
Invariánta je v teoretični fiziki in matematiki značilnost sistema, ki ostane nespremenjena pri transformacijah.

## Zgledi
Kot zgled fizikalne invariante se lahko navede dnevno gibanje zvezde Severnice. Druga zgleda sta hitrost svetlobe in lastni čas v okviru Lorentzeve transformacije ter čas v okviru Galilejeve transformacije.
Kovariantnost in kontravariantnost posplošuje pojem matematičnih značilnosti invariantnosti v tenzorski matematiki. 